# همیش همیلتون
همیش همیلتون یک کارگردان نامزد بفتا و گرمی است که عمدهٔ شهرتش برای کارگردانی ویدئو کنسرت‌ها و شوها است.. شغل حرفه‌ای او در بی‌بی‌سی اسکاتلند آغاز شد. جایی که او به عنوان یک تهیه کننده و کارگردان آموزش‌های لازم را دید.

## فعالیت‌ها
در فوریه ۲۰۱۰، بعد از پانزده سال کارگردانی آثار تلویزیونی برجسته و پروژه‌های ویدئویی، هشتاد و دومین مراسم اسکار و شوی سوپر بول را کارگردانی کرد. او همچنین دی وی دی شوهای کنسرت‌های هنرمندان مختلفی چون، یوتو، رابی ویلیامز، بریتنی اسپیرز، رولینگ استون، جاستین تیمبرلیک، مدونا، جنیفر لوپز، کریستیانا آگوئیلرا، برایان ادمز و غیره را کارگردانی کرده‌است.
در سال ۲۰۱۲، کارگردانی پخش تلویزونی مراسم افتتاحیه و اختتامیهٔ المپیک و پارالمپیک لندن را بر عهده گرفت.
سال ۲۰۱۳ برای همیلتون سال پرباری بود. از کارگردانی بیانسه در شوی سوپر بول گرفته، تا اجرای رولینگ استون در گلستون بری.
وی همچنین در مراسم حرفهٔ تلویزیونی آکادمی بریتانیا جایزه‌ای دریافت کرد.
تا به امروز همیلتون در هر قاره‌ای کارگردانی کرده‌است. از وی بیش از سی میلیون از دی وی دی‌های پروژه‌های مختلف که او کارگردانی کرده به فروش رفته است.